# New Kids on the Block
New Kids on the Block, também conhecida como NKOTB, é uma boy band americana de R&B e música pop formada em Boston, em 1986. É produzida e empresariada por Maurice Starr e pela Columbia Records. O grupo, que primeiramente se chamava Nynuk, era composto por Jordan Knight, Jonathan Knight, Joe McIntyre, Donnie Wahlberg e Danny Wood. 
Ficaram juntos até 1994, quando se separam por motivos pessoais. Retornaram em 2008, com seus integrantes originais, pela gravadora Interscope Records. Atualmente, eles são o 91º artista que mais vendeu discos na história, com mais de 75 milhões de álbuns vendidos no mundo.

## Biografia
A  boy band começou com Donnie que foi o primeiro membro e ajudou a trazer os outros começando por Danny, depois vieram seu irmão Marky e os amigos de classe de Donnie: Jordan Knight e Jonathan Knight. Como o estilo da música escolhido por eles não agradava Marky, logo os deixou, deixando seu lugar para Joe Mcintyre, o mais jovem membro do grupo. Com essa formação, estava formada o grupo que iria dominar o mundo da música pop pela próxima década.
O grupo logo assinou com a Columbia Records, mas o começo da carreira não foi das mais fáceis. As vendas do primeiro álbum estavam baixas e as rádios não tocavam as músicas, até o lançamento da canção "Please Don't Go Girl", presente no segundo álbum "Hangin' Tough", lançado em 1988. Hangin' Tough foi o álbum que fez o grupo estourar na paradas de sucesso, com todos os singles no top 10 da Billboard Hot 100.
Enquanto o grupo excursionava com a cantora Tiffany, adolescentes do mundo todo estavam cantando "Cover Girl", "Hangin' Tough" e "This One's For the Children". O single "I'll Be Loving You (Forever)" alcançou a primeira colocação na Billboard Hot 100. Havia NKOTB por todos os lados - desenhos animados, estampas em camisetas, pôsteres, etc. Literalmente uma febre. Em 1990, o grupo lançou seu terceiro álbum de estúdio, Step By Step. A música de mesmo nome do álbum se tornou o maior sucesso do grupo e um símbolo da banda.
Depois de uma agenda intensa de turnês (aproximadamente 200 shows por ano) e a aparição constante na mídia, o grupo decidiu dar um tempo. Durante esse tempo a maré da indústria da música mudou. O pop romântico deu lugar ao rock mais pesado, como Nirvana. Quando voltaram em 1994, com o álbum "Face The Music" o estilo do grupo já não era o mesmo. Após ter visto as vendas caírem e os shows vazios, começaram a se separar aos poucos.
O grupo retornou aos palcos em 2008, quando foram eleito no programa da Oprah Winfrey a maior boy band da história, ganhando de bandas como Backstreet Boys, Menudo, 'N Sync entre outras. Retornaram com os integrantes originais: Jordan Knight, Jonathan Knight, Joe McIntyre, Donnie Wahlberg e Danny Wood. Em 2010, durante um de seus shows, tiveram a participação de outra grande boyband, os Backstreet Boys. O fato causou muito furor e pode ter sido o responsável por, meses depois, as duas bandas anunciarem uma turnê em parceria. A turnê NKOTBSB, aconteceu durante o verão americano daquele ano, apenas pelos Estados Unidos e Canadá. No dia 21 de novembro de 2010, fizeram sua primeira apresentação em uma premiação no AMA 2010, tendo sido considerada uma das melhores performances da noite.
O grupo esta na ativa até hoje. Em 2016, fizeram uma participação na série Fuller House da Netflix.

## Integrantes
- Jordan Knight, tenor (1986-1994, 2008-presente)
- Jonathan Knight, tenor (1986-1994, 2008-presente)
- Joey McIntyre, tenor (1986-1994, 2008-presente)
- Donnie Wahlberg, barítono (1986-1994, 2008-presente)
- Danny Wood, baixo (1986-1994, 2008-presente)

## Discografia

### Álbuns de estúdio
- 1986 - New Kids on the Block
- 1988 - Hangin' Tough
- 1989 - Merry, Merry Christmas
- 1990 - Step by Step
- 1994 - Face the Music
- 2008 - The Block
- 2013 - 10

### Extended plays (EPs)
- 2017 - Thankful

### Álbuns de compilação
- 1991 - No More Games: The Remix Album
- 1991 - H.I.T.S.
- 1999 - Greatest Hits
- 2011 - NKOTBSB (compilação com os Backstreet Boys)